# بي إم دبليو إم
بي أم دبليو أم هي شركة تابعة لصانع الألماني بي أم دبليو. أنشئت الشركة في عام 1972 وكانت تهدف في البداية لتسهيل برنامج سباقات بي أم دبليو التي كانت ناجحة لأبعد الحدود في الستينات والسبعينيات. بمرور الوقت بدأت الشركة بتزويد بي أم دبليو بنماذج أكثر كفاءة حيث شملت التعديلات المحركات وغيرها من القطع. السيارات تعدل وتجرب في حلبة نوربورغرينغ الخاصة بالشركة بالقرب من بلدة نوربورغ في ولاية راينلاند بالاتينات الألمانية.